# Wspaniała obsesja
Wspaniała obsesja (ang. Magnificent Obsession) – amerykański film z 1954 roku w reżyserii Douglasa Sirka.
Dramat opowiada historię romansu pomiędzy bogatym i lekkomyślnym Bobem Merrickiem (Rock Hudson) a wdową Helen Phillips (Jane Wyman).

## Fabuła
Pewnego dnia bogaty i samolubny Bob Merrick (Rock Hudson) rozbił się motorówką. Na ratunek natychmiast wyrusza ekipa ratunkowa. Niestety w tym samym czasie pomocy potrzebował zasłużony dla lokalnej społeczności lekarz Wayne Phillips. Umarł w wyniku braku szybkiej interwencji medyków.
Merrick słysząc tę historię postanawia poznać wdowę po lekarzu. Szybko zaczyna rozumieć, że kocha piękną Helen Phillips (Jane Wyman). Zdobycie jej uwagi kosztuje go jednak wiele, w tym przede wszystkim odpokutowanie swoich win.

## Obsada
- Rock Hudson jako Bob Merrick
- Jane Wyman jako Helen Phillips
- Barbara Rush jako Joyce Phillips
- Agnes Moorehead jako Nancy Ashford
- Otto Kruger jako Edward Randolph
- Fred Nurney jako Dr Larandetti
- Joseph Mell jako Dan
- Harvey Grant jako Chris Miller
- Mae Clarke jako Pani Miller
- Alexander Campbell jako Dr Allan
- Gregg Palmer jako Tom Masterson
- Sara Shane jako Valerie
- Paul Cavanagh jako Dr Giraud
- Judy Nugent jako Judy
- Richard H. Cutting jako Dr Dodge
- Helen Kleeb jako Pani Eden
- Rudolph Anders jako Dr Albert Fuss
- John Mylong jako Dr Emil Hofer

## Nagrody i nominacje
| Nazwa nagrody | Wygrane            | Nominacje                                         |
| ------------- | ------------------ | ------------------------------------------------- |
| Oscar         | 1955 bez rezultatu | 1955 Najlepsza aktorka pierwszoplanowa Jane Wyman |